# 朴述熙
朴 述熙（パク・スリ、朝鮮語: 박술희、生年不詳 - 945年旧暦9月16日）は、高麗の武将で、開国功臣の一人。本貫は沔川朴氏の祖。朴述希とも。

## 人物
忠清道槥城郡出身。後高句麗の弓裔の衛士であったが、王建の配下となり、高麗建国初期には多くの戦功を挙げた。第2代恵宗の擁立にも尽力し、太祖王建は、述熙に「訓要十條」を授け、恵宗の補佐役を命じた。史書によれば、第3代定宗が述熙の謀反を疑い、江華郡甲串に流罪としたが、述熙と対立関係にあった咸規（王規）が王命を偽り、暗殺したとされる。
洪儒、卜智謙、裵玄慶、申崇謙らとともに開国一等功臣に列して、太祖の廟庭に祀られた。諡号は嚴毅。